# Harihar
Harihar è una città dell'India di 75.042 abitanti, situata nel distretto di Davanagere, nello stato federato del Karnataka. In base al numero di abitanti la città rientra nella classe II (da 50.000 a 99.999 persone).

## Geografia fisica
La città è situata a 14° 31' 0 N e 75° 47' 60 E e ha un'altitudine di 539 m s.l.m..

## Società

### Evoluzione demografica
Al censimento del 2001 la popolazione di Harihar assommava a 75.042 persone, delle quali 38.460 maschi e 36.582 femmine. I bambini di età inferiore o uguale ai sei anni assommavano a 8.281, dei quali 4.372 maschi e 3.909 femmine. Infine, coloro che erano in grado di saper almeno leggere e scrivere erano 55.149, dei quali 29.987 maschi e 25.162 femmine.